# Чемпіонат України з футболу серед жінок
Чемпіонат України з футболу серед жіночих команд — щорічне змагання серед українських жіночих футбольних клубів, що проводяться з 1992 року Всеукраїнською Асоціацією жіночого футболу (громадською організацією, що керує та організовує всі футбольні змагання серед жінок в Україні). Найбільш титуловані команди в історії України: «Житлобуд-1» («Металіст 1925»), «Легенда», «Донеччанка» та «Житлобуд-2» («Ворскла»).

## Історія
Чемпіонат України з футболу серед жінок було започатковано у 1992 році після розпаду СРСР та припинення Чемпіонату СРСР з футболу серед жінок, який проіснував лише два сезони (у 1990 та 1991 роках). В вищій лізі радянського чемпіонату брали участь ряд команд з України: «Арена» (Київ), «Динамо» (Київ), «Дніпро» (Дніпропетровськ), «Легенда» (Чернігів), «Луганочка» (Луганськ) та чемпіони СРСР 1990 року — «Нива» (Баришівка).
Перший чемпіонат України приймали 18 команд, які було поділено на два дивізіони — Вищу лігу (10 команд) та Першу лігу (8 команд). Деякий час Першої ліги в Чемпіонаті України не існувало, проте, у 2013 році Першу лігу було відроджено після 20-річної перерви. Участь клубу у змаганнях ліг має бути затверджена регіональними федераціями футболу та Всеукраїнською Асоціацією жіночого футболу.
Починаючи з 2001 року чемпіони України представляють країну в жіночому Кубку УЄФА. Першим українським представником в єврокубку стала «Легенда-Чексил».
Перше десятиліття змагань в вищій лізі України пройшло під знаком протистоянь столичних команд, «Донеччанки» та чернигівської «Легенди», які з року в рік розділяли титули чемпіонів між собою. Лише в нульових в боротьбу за чемпіонство вклинились команди з Харкова та калушський «Нафтохімік».
Починаючи з 20-го ювілейного розіграшу національної першості розпочалася гегемонія футбольного клубу «Житлобуд-1», який ставав чемпіоном країни п'ять сезонів поспіль. Наразі це рекордне досягнення для українського чемпіонату. В 2016 році цю переможну серію зміг перервати «Житлобуд-2».
У березні 2020 року виконком ФФУ затвердив стратегію розвитку жіночого футболу, яка передбачала обов’язкову наявність жіночих команд для всіх клубів чоловічої УПЛ. Завдяки цьому на футбольній мапі України з'явились нові конкуретноспроможні жіночі команди.
27 травня 2023 року матч 22-го туру між київським ЖФК «Атекс» та полтавською «Ворсклою» завершився з рахунком — 0:23. Це рекордний показник результативності за всю історію чемпіонатів України з футболу серед жінок.
1 вересня 2023 року нападниця «Ворскли» Яна Калініна перетнула історичну позначку чемпіонатів України та стала першою, хто зміг забити в національній першості 200 голів.
Починаючи з сезону 2023/24, згідно з коефіцієнтом УЄФА для жінок, для участі у жіночій Лізі чемпіонів УЄФА кваліфікуються дві найкращі команди з чемпіонату. Починаючи з сезону 2025/26 команда, яка посідає третє місце кваліфікується в новому міжнародному турнирі під назвою Кубок Європи УЄФА.

## Призери та найкращі бомбардирки
| Сезон   | Чемпіон                                                                                      | 2-ге місце                                                                                   | 3-тє місце                                                                                   | Найкраща бомбардирка                                                                         |
| ------- | -------------------------------------------------------------------------------------------- | -------------------------------------------------------------------------------------------- | -------------------------------------------------------------------------------------------- | -------------------------------------------------------------------------------------------- |
| 1992    | Динамо (Київ) (1)                                                                            | Арена-Господар (Фастів)                                                                      | Легенда (Чернігів)                                                                           | Світлана Фрішко (Динамо, 21)                                                                 |
| 1993    | Арена (Київ) (1)                                                                             | Динамо (Київ)                                                                                | Торнадо (Київ)                                                                               | Світлана Фрішко (Динамо, 19)                                                                 |
| 1994    | Донецьк-Рось (Донецьк) (1)                                                                   | Юніса (Київ)                                                                                 | Аліна (Київ)                                                                                 | Галина Михайленко (Донецьк-Рось, 12 (1))                                                     |
| 1995    | Донецьк-Рось (Донецьк) (2)                                                                   | Аліна (Київ)                                                                                 | Спартак (Київ)                                                                               | ?                                                                                            |
| 1996    | Варна (Донецьк) (3)                                                                          | Аліна (Київ)                                                                                 | Сталь (Макіївка)                                                                             | ?                                                                                            |
| 1997    | Аліна (Київ) (1)                                                                             | Легенда (Чернігів)                                                                           | Донеччанка-Варна (Донецьк)                                                                   | Світлана Фрішко (Донеччанка-Варна, ?)                                                        |
| 1998    | Донеччанка (Донецьк) (4)                                                                     | Легенда (Чернігів)                                                                           | Іскра (Запоріжжя)                                                                            | ?                                                                                            |
| 1999    | Донеччанка (Донецьк) (5)                                                                     | Легенда-Чексил (Чернігів)                                                                    | Графіт (Запоріжжя)                                                                           | ?                                                                                            |
| 2000    | Легенда (Чернігів) (1)                                                                       | Донеччанка (Донецьк)                                                                         | Київська Русь (Київ)                                                                         | ?                                                                                            |
| 2001    | Легенда-Чексил (Чернігів) (2)                                                                | Донеччанка (Донецьк)                                                                         | Волинь (Луцьк)                                                                               | ?                                                                                            |
| 2002    | Легенда-Чексил (Чернігів) (3)                                                                | ФК Харків (Харків)                                                                           | Металург-Донеччанка (Донецьк)                                                                | ?                                                                                            |
| 2003    | Харків-Кондиционер (Харків) (1)                                                              | Легенда (Чернігів)                                                                           | Донеччанка-ЦПОР (Донецьк)                                                                    | Раймонда Кудіте (Харків-Кондиционер, 20 (1))                                                 |
| 2004    | Металіст (Харків) (2)                                                                        | Легенда (Чернігів)                                                                           | Спартак (Суми)                                                                               | Людмила Пекур (Металіст, 20(1))                                                              |
| 2005    | Легенда (Чернігів) (4)                                                                       | Арсенал (Харків)                                                                             | Спартак (Івано-Франківськ)                                                                   | Юлія Корнієвець (Легенда-ШВСМ, 33)                                                           |
| 2006    | Житлобуд-1 (Харків) (1)                                                                      | Легенда (Чернігів)                                                                           | Нафтохімік (Калуш)                                                                           | Христина Ботюк (Нафтохімік, 25)                                                              |
| 2007    | Нафтохімік (Калуш) (1)                                                                       | Житлобуд-1 (Харків)                                                                          | Легенда (Чернігів)                                                                           | Віра Дятел (Житлобуд-1, 19)                                                                  |
| 2008    | Житлобуд-1 (Харків) (2)                                                                      | Легенда (Чернігів)                                                                           | Нафтохімік (Калуш)                                                                           | Галина Михайленко (Житлобуд-1, 24(4))                                                        |
| 2009    | Легенда-ШВСМ (Чернігів) (5)                                                                  | Житлобуд-1 (Харків)                                                                          | Іллічівка (Маріуполь)                                                                        | Галина Михайленко (Житлобуд-1, 12)                                                           |
| 2010    | Легенда-ШВСМ (Чернігів) (6)                                                                  | Житлобуд-1 (Харків)                                                                          | Іллічівка (Маріуполь)                                                                        | Ганна Мозольська (Житлобуд-1, 20)                                                            |
| 2011    | Житлобуд-1 (Харків) (3)                                                                      | Легенда-ШВСМ (Чернігів)                                                                      | Нафтохімік (Калуш)                                                                           | Юлія Корнієвець (Легенда-ШВСМ, 18)                                                           |
| 2012    | Житлобуд-1 (Харків) (4)                                                                      | Нафтохімік (Калуш)                                                                           | Донеччанка-ЦПОР (Донецьк)                                                                    | Ольга Овдійчук (Житлобуд-1, 18)                                                              |
| 2013    | Житлобуд-1 (Харків) (5)                                                                      | Легенда-ШВСМ (Чернігів)                                                                      | Донеччанка-ЦПОР (Донецьк)                                                                    | Ольга Овдійчук (Житлобуд-1, 17)                                                              |
| 2014    | Житлобуд-1 (Харків) (6)                                                                      | Житлобуд-2 (Харків)                                                                          | Легенда-ШВСМ (Чернігів)                                                                      | Яна Калініна (Житлобуд-2, 15)                                                                |
| 2015    | Житлобуд-1 (Харків) (7)                                                                      | Легенда-ШВСМ (Чернігів)                                                                      | Житлобуд-2 (Харків)                                                                          | Вероніка Андрухів (Житлобуд-2, 21)                                                           |
| 2016    | Житлобуд-2 (Харків) (1)                                                                      | Житлобуд-1 (Харків)                                                                          | Легенда-ШВСМ (Чернігів)                                                                      | Таміла Хімич (Легенда-ШВСМ, 16)                                                              |
| 2017    | Житлобуд-2 (Харків) (2)                                                                      | Житлобуд-1 (Харків)                                                                          | Легенда-ШВСМ (Чернігів)                                                                      | Ганна Вороніна (Житлобуд-1, 10)                                                              |
| 2017/18 | Житлобуд-1 (Харків) (8)                                                                      | Житлобуд-2 (Харків)                                                                          | Легенда-ШВСМ (Чернігів)                                                                      | Ольга Овдійчук (Житлобуд-1, 28(3))                                                           |
| 2018/19 | Житлобуд-1 (Харків) (9)                                                                      | Житлобуд-2 (Харків)                                                                          | Восход (Стара Маячка)                                                                        | Ольга Овдійчук (Житлобуд-1, 30(3))                                                           |
| 2019/20 | Житлобуд-2 (Харків) (3)                                                                      | Житлобуд-1 (Харків)                                                                          | Восход (Стара Маячка)                                                                        | Яна Калініна (Житлобуд-2, 17)                                                                |
| 2020/21 | Житлобуд-1 (Харків) (10)                                                                     | Житлобуд-2 (Харків)                                                                          | Восход (Стара Маячка)                                                                        | Яна Калініна (Житлобуд-2, 22(3))                                                             |
| 2021/22 | Через російську агресію чемпіонат завершили достроково без визначення переможців та призерів | Через російську агресію чемпіонат завершили достроково без визначення переможців та призерів | Через російську агресію чемпіонат завершили достроково без визначення переможців та призерів | Через російську агресію чемпіонат завершили достроково без визначення переможців та призерів |
| 2022/23 | Ворскла (Полтава) (4)                                                                        | Кривбас (Кривий Ріг)                                                                         | Колос (Ковалівка)                                                                            | Яна Калініна (Ворскла, 39)                                                                   |
| 2023/24 | Ворскла (Полтава) (5)                                                                        | Колос (Ковалівка)                                                                            | Кривбас (Кривий Ріг)                                                                         | Роксолана Кравчук (Ворскла, 17)                                                              |
| 2024/25 | Ворскла (Полтава) (6)                                                                        | Металіст 1925 (Харків)                                                                       | Колос (Ковалівка)                                                                            | Юлія Стець (Ладомир, Полісся, 18)                                                            |

## Найуспішніші клуби
Чемпіонами України з футболу серед жінок ставали 9 клубів.
| Місце | Команда                   | Призові місця | Призові місця | Призові місця | Чемпіонські сезони                                         | Інші назви                                                             |
| Місце | Команда                   | I             | II            | III           | Чемпіонські сезони                                         | Інші назви                                                             |
| ----- | ------------------------- | ------------- | ------------- | ------------- | ---------------------------------------------------------- | ---------------------------------------------------------------------- |
| 1     | Металіст 1925 (Харків)    | 10            | 7             | 0             | 2006, 2008, 2011, 2012, 2013, 2014, 2015, 2018, 2019, 2021 | Житлобуд-1                                                             |
| 2     | Легенда-ШВСМ (Чернігів)   | 6             | 10            | 6             | 2000, 2001, 2002, 2005, 2009, 2010                         | Легенда, Легенда-Чексіл                                                |
| 3     | Ворскла (Полтава)         | 6             | 4             | 1             | 2016, 2017, 2020, 2023, 2024, 2025                         | Житлобуд-2 (Харків)                                                    |
| 4     | Донеччанка-ЦПОР (Донецьк) | 5             | 2             | 5             | 1994, 1995, 1996, 1998, 1999                               | Донецьк-Рось, Варна, Донеччанка-Варна, Донеччанка, Металург-Донеччанка |
| 5     | Арсенал (Харків)          | 2             | 2             | 0             | 2003, 2004                                                 | ФК Харків, Харків-Кондиционер, Металіст                                |
| 6     | Аліна (Київ)              | 1             | 2             | 1             | 1997                                                       |                                                                        |
| 7     | Нафтохімік (Калуш)        | 1             | 1             | 4             | 2007                                                       | Спартак (Івано-Франківськ)                                             |
| 8-9   | Динамо (Київ)             | 1             | 1             | 0             | 1992                                                       |                                                                        |
| 8-9   | Арена (Київ)              | 1             | 1             | 0             | 1993                                                       |                                                                        |
| 10    | Колос (Ковалівка)         | 0             | 1             | 2             |                                                            |                                                                        |
| 11-12 | Кривбас (Кривий Ріг)      | 0             | 1             | 1             |                                                            |                                                                        |
| 11-12 | Спартак (Київ)            | 0             | 1             | 1             |                                                            | Юніса                                                                  |
| 13    | Восход (Стара Маячка)     | 0             | 0             | 3             |                                                            |                                                                        |
| 14-15 | Графіт (Запоріжжя)        | 0             | 0             | 2             |                                                            | Іскра                                                                  |
| 14-15 | Іллічівка (Маріуполь)     | 0             | 0             | 2             |                                                            |                                                                        |
| 16-20 | Волинь (Луцьк)            | 0             | 0             | 1             |                                                            |                                                                        |
| 16-20 | Київська Русь (Київ)      | 0             | 0             | 1             |                                                            |                                                                        |
| 16-20 | Спартак (Суми)            | 0             | 0             | 1             |                                                            |                                                                        |
| 16-20 | Сталь (Макіївка)          | 0             | 0             | 1             |                                                            |                                                                        |
| 16-20 | Торнадо (Київ)            | 0             | 0             | 1             |                                                            |                                                                        |

## Кількість перемог в чемпіонаті за містами
Чемпіонами України з футболу серед жінок ставали клуби з 6 міст.
| Місто    | Кількість титулів | Клуби                                                   |
| -------- | ----------------- | ------------------------------------------------------- |
| Харків   | 15                | Житлобуд-1 (10), Житлобуд-2 (3), Харків-Кондиціонер (2) |
| Чернігів | 6                 | Легенда (6)                                             |
| Донецьк  | 5                 | Донеччанка (5)                                          |
| Київ     | 3                 | Аліна (1), Арена (1), Динамо (1)                        |
| Полтава  | 3                 | Ворскла (3)                                             |
| Калуш    | 1                 | Нафтохімік (1)                                          |

## Найкращі бомбардирки
Станом на 18 серпня 2025 року 
Жирним виділено футболісток, які продовжують виступати.
| №  | Футболістка       | Голи | Клуби |
| -- | ----------------- | ---- | --- |
| 1  | Яна Калініна      | 223  | «Житлобуд-2» («Ворскла») |
| 2  | Ольга Овдійчук    | 183  | «Житлобуд-1», «Родина-Ліцей» |
| 3  | Вероніка Андрухів | 161  | «Металіст 1925», «Житлобуд-2» («Ворскла»), «Колос», «Нафтохімік»                                                                                              |
| 4  | Галина Михайленко | 160  | «Житлобуд-1», «Донеччанка» («Донецьк-Рось»), «Харків-Кондиціонер» («Металіст», «Арсенал»), «Аліна», «Легенда»                                                 |
| 5  | Ганна Мозольська  | 141  | «Житлобуд-1», «Харків-Кондиціонер» («Металіст», «Арсенал») |
| 6  | Олена Ходирєва    | 132  | «Легенда», «Житлобуд-2», «Нафтохімік» |
| 7  | Юлія Корнієвець   | 128  | «Легенда», «Єдність-ШВСМ» |
| 8  | Ганна Вороніна    | 126  | «Житлобуд-1», «Донеччанка-ЦПОР» |
| 9  | Роксолана Кравчук | 125  | «Житлобуд-2» («Ворскла»), «Нафтохімік» |
| 10 | Світлана Фрішко   | 113  | «Динамо», «Харків-Кондиціонер» («Металіст», «Арсенал»), «Донеччанка» («Донецьк-Рось»), «Житлобуд-1», «Іллічівка», «Чорноморочка», «Пантери», «Маріупольчанка» |